# Мъркюри 13
Мъркюри 13 (на английски: Mercury 13) е програма на НАСА за полет на американка в космоса. Началото на програмата е поставено през 1960 г. Самият полет е планиран за 1963 или 1964 г. Проектът е прекратен през 1963 г.

## Екипаж
| Пост  | Астронавт     |
| ----- | ------------- |
| Пилот | Джералдин Коб |

## План на програмата
Мъркюри 13 е програма за изпращане на американска жена в космоса. Наречена е така по подобие на мъжката селекция (7 мъже) с тази разлика, че тук са привлечени повече жени – 13. Програмата стартира през 1960 г. Изискванията са много строги. Според тях става въпрос за млади (до 30 г. възраст), физически активни жени – пилоти. Всяка кандидатка е трябвало да има най-малко 1000 полетни часа. От явили се 700 кандидатки, след тежки тестове и продължителни изследвания са избрани едва 99. Между тях е осъществена реалната селекция. Подбрани са 13, които започват първи етап на подготовка за космически полет: Миртъл Кейгъл, Джералдин Коб, Джанет Дитрих, Марион Дитрих, Уоли Фънк, Сара Рейтли, Джени Харт, Дийн Хиксън, Реа Уолтман, Нора Йенсен, Ирен Левъртън, Джери Слоун и Бърнис Тримбъл. Тренировките са много сериозни и интензивни (според участничките – по-тежки, отколкото при мъжете, но това твърдение е малко пресилено. Всички мъже от Група НАСА – 1 са тест пилоти с огромен опит на реактивни машини и съответно адекватна физическа подготовка, докато по това време нито една жена в света не е летяла на реактивен самолет) и до вторя етап на подготовката достига само Джералдин Коб. Почти сензационно Коб преминава и през този втори етап, при който става първата жена в света осъществила полет на реактивна машина.

## Анулиране на полета
През 1963 г., Мъркюри 13 е отменен. Причините за това решение на НАСА са две. На първо място, в самата агенция и във висши правителствени кръгове взема връх мнението, че полет на жена в космическото пространство е нещо против всякаква логика от физиологична, морална и естетическа гледна точка. Действително странно отношение към нежния пол, особено на фона на днешните постижения на американските жени, които са над 90% от всички жени в света извършили космически полет. Това решение (подкрепено активно и от вече летяли астронавти Джон Глен и Скот Карпентър) показва до каква степен дискриминацията в НАСА взема връх. На второ място, обективно погледнато, Джери Коб е единствената жена преодоляла два от общо трите етапа на подготовката и не разполага с дубльор за полета, което е обичайно изискване не само в САЩ, но и в СССР. Въпреки това НАСА е склонна да рискува, но когато това решение става известно лично Линдън Джонсън (по това време вицепрезидент на САЩ и пряк отговорник за космическите програми в държавата) слага край на програмата с думите: „Някой да прекрати това безобразие“.

## Последствия
По същото време (16 юни 1963 г., Восток 6) Валентина Терешкова става първата жена в космоса. Събитието получава широка гласност и според световното обществено мнение и обективните факти, СССР печели убедително първия рунд в космическата надпревара между двете световни суперсили. В тази обстановка НАСА втвърдява още повече позицията си по отношение на нежния пол с издадения в началото на 1964 г. меморандум, според който участници в космически полети ще бъдат само военни (или бивши такива) пилоти. Едва в средата на 70-те години позицията на агенцията се променя и в Група НАСА – 8 са включени и жени.